# Jezioro Dankowskie
Jezioro Dankowskie (niem. Grosser See) –  jezioro  na Równinie Gorzowskiej, w powiecie strzelecko-drezdeneckim, w gminie Strzelce Krajeńskie, znajduje się w otulinie Barlinecko-Gorzowskiego Parku Krajobrazowego.
Jezioro od północy otoczone lasami, zaś od południa przylega do miejscowości Danków. Jezioro posiada bardzo urozmaiconą linię brzegową. Według danych z Wojewódzkiego Inspektoratu Ochrony Środowiska, wody jeziora charakteryzują się III klasą czystości. Południowe brzegi jeziora dzieli, wąski około 50 metrowy, pas zieleni od wód jeziora Kinołęka.